# Mikołaj Borek-Gostyński
Mikołaj Borek-Gostyński (ur. ok. 1525, zm. pomiędzy 1580 a 1583) – kasztelan santocki i krzywiński, właściciel Gostynia z przyległościami.
Był synem Jana Borka-Gostyńskiego I i Katarzyny Krotoskiej, córki Wojciecha Krotoskiego herbu Leszczyc. Ojciec Mikołaja razem z bratem Maciejem wspólnie dziedziczyli klucz dóbr gostyńskich, które później w częściach przeszły w posiadanie Mikołaja, jego braci oraz spadkobierców ich siostry Anny.
Mikołaj był właścicielem miasta Gostyń i wsi: Czachorowo, Krzemieniewo, Bogusławki, Czerwony Kościół, Justrosin, Chrząstowo, Olsze, Szuszewo, Podrzecze, Karchowo, Brylewo i Bylencino.
Mikołaj miał troje rodzeństwa:
- Jana II – pierwszego męża Anny Zborowskiej[2], córki wojewody kaliskiego Marcina Zborowskiego; miał z nią synów: Jana III i Marcina;
- Krzysztofa – męża Anny Baranowskiej[3]; bezpotomnego;
- Annę – małżonkę Jana Opalińskiego, kasztelana santockiego; miała z nim syna Jana.

Pierwszą żoną Mikołaja była Małgorzata Jaszewska, z którą miał czworo dzieci:
- Jana – mającego dwie żony: Katarzynę Radzewską, a potem Jadwigę Chojeńską (pozostawił potomstwo);
- Stanisława – żonatego z Urszulą Grąblewską (mieli trzy córki);
- Mikołaja;
- Katarzynę – żonę Jana z Bnina Bnińskiego[4][5].

Drugą jego żoną była wdowa po bracie Janie, Anna ze Zborowskich Borek-Gostyńska, z którą miał dwoje dzieci: Marcina i Zofię – żonę Jana Herburta z Felsztyna.